# Markus Appelmann
Markus Appelmann (* 3. Februar 1978 in Stuttgart) ist ein deutscher Fernseh- und Hörfunkmoderator.

## Leben
Appelmann wuchs im rheinland-pfälzischen Clausen auf. Nach dem Abitur studierte er Medienwissenschaft, Englisch und Spanisch mit dem Abschluss Magister. Beim rheinland-pfälzischen Rockland Radio begann er 1998 seine Moderationskarriere. 2004 wechselte er zum Radiosender RPR1.
Im Fernsehen ist Appelmann seit 2002 zu sehen. Unter anderem moderierte er die deutsch-französische Magazinsendung Mosaik. Seit 2008 arbeitet Appelmann bei Sat.1. Dort wurde er unter anderem durch die Moderationen der Sat.1-Sendung 17:30 Sat.1 live bekannt. Während der hessischen Landtagswahl moderierte er die Sondersendungen mit Politikern.
Von Februar 2010 bis Oktober 2014 war er Moderator von Planetopia, dem Sat.1-Wissensmagazin. Im November 2010 ging bei Planetopia seine eigene Beitragsreihe Gegen den Strich erstmals auf Sendung. Seit 2011 präsentiert Appelmann die politischen Sommerinterviews, die auf der Dachterrasse des Media-Service-Centers auf dem Mainzer Lerchenberg aufgezeichnet werden.